# Sint-Eligiuskerk (Hoffelt)

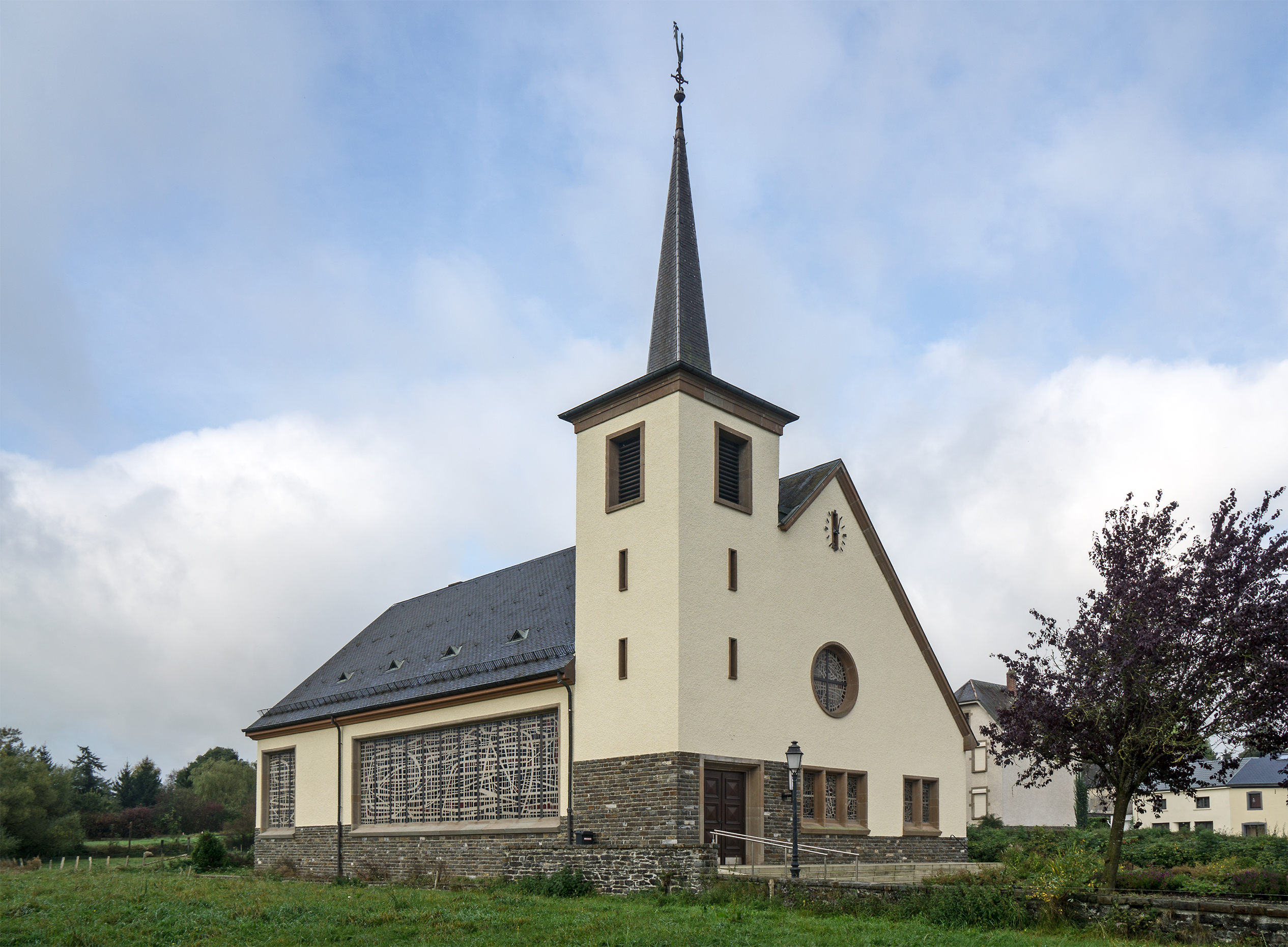
Sint-Eligiuskerk

De Sint-Eligiuskerk is een kerkgebouw in Hoffelt in de gemeente Wincrange in Luxemburg. Het kerkgebouw staat centraal in het dorp.
De kerk is gewijd aan Sint-Eligius.

## Geschiedenis
In de jaren 1950 was de oude kerk van Hoffelt te klein geworden. Men besloot toen om een nieuwe kerk te bouwen naar het ontwerp van architect J. P. Thill uit Diekirch.
Op 15 juni 1958 werd de kerk geconsacreerd.

## Opbouw
Het witte kerkgebouw is een zaalkerk op een rechthoekige plattegrond. De kerk heeft een torenfront waarvan de kerktoren links in de frontgevel staat, de oostelijke hoek van het gebouw. De kerktoren wordt bekroond door een ingesnoerde naaldspits. De kerk wordt in zijn geheel door een zadeldak gedekt. De vensters zijn rechthoekig van vorm en de zuidoostelijke gevel is voorzien van een grote rechthoekige raampartij.